# Sklop kuća Ilić u Sutivanu
Sklop kuća Ilić nalazi se u Sutivanu na Braču, na adresi Perića kala, Obala kralja Tomislava 10, ul. stivanskih antifašista 2 i 4, predstavlja zaštićeno kulturno dobro.

## Opis
Sklop kuća Ilić s prostranim vrtom u začelju nastao uz jezgru ljetnikovca splitskih plemića Natalisa Božičevića iz 1505. od kojeg je sačuvana dvokatna kula s renesansnim lučnim otvorima. Trokrilni sklop kuća je preoblikovan u 18. i 19. stoljeća, a donedavno je u njemu bio sačuvan inventar 19. stoljeća.

## Zaštita
Pod oznakom Z-5161 zaveden je kao nepokretno kulturno dobro - pojedinačno, pravna statusa zaštićena kulturnog dobra, klasificirano kao "stambene građevine".

## Vanjske poveznice
- Ilić dvor (visitsutivan.com)